# Дуальде, Эдуардо (хоккеист на траве)
Эдуардо Дуальде Сантос де Ламадрид (исп. Eduardo Dualde Santos de Lamadrid, кат. Eduard Dualde Santos de Lamadrid, 1 декабря 1933, Барселона, Испания — 12 июня 1989, Пеньискола, Испания) — испанский хоккеист (хоккей на траве), нападающий. Бронзовый призёр летних Олимпийских игр 1960 года.

## Биография
Эдуардо Дуальде родился 1 декабря 1933 года в испанском городе Барселона.
Играл в хоккей на траве за «Поло» из Барселоны. Шесть раз выигрывал чемпионат Каталонии (1954—1955, 1957—1958, 1960, 1962), шесть раз — Кубок Короля (1957—1960, 1962, 1964), один раз — чемпионат Испании (1958).
В 1960 году вошёл в состав сборной Испании по хоккею на траве на Олимпийских играх в Риме и завоевал бронзовую медаль. Играл на позиции нападающего, провёл 6 матчей, забил 4 мяча (два в ворота сборной Швейцарии, по одному — Бельгии и Великобритании).
В 1964 году вошёл в состав сборной Испании по хоккею на траве на Олимпийских играх в Токио, занявшей 4-е место. Играл на позиции нападающего, провёл 9 матчей, забил 5 мячей (по одному в ворота сборных Малайзии, Индии, Канады, ОГК и Гонконга). Был знаменосцем сборной Испании на церемонии открытия Олимпиады.
Погиб 12 июня 1989 года в испанском городе Пеньискола в дорожной аварии вместе с женой Марией Долорес Борбат.

## Семья
Старший брат Хоакин Дуальде (1932—2012) и двоюродный брат Игнасио Масайя (1933—2006) также выступали за сборную Испании по хоккею на траве, в 1960 году выиграли бронзовую медаль на летних Олимпийских играх в Риме. Игнасио Масайя в 1964 году участвовал в летних Олимпийских играх в Токио.

## Память
Именем Эдуардо Дуальде назван домашний стадион хоккейного клуба «Поло».